# Panacea De' Muzzi
Panacea De' Muzzi (Quarona, 1368 – Quarona, 1383) è stata una fanciulla italiana; martirizzata all'età di quindici anni, è venerata come beata dalla Chiesa cattolica.

## Biografia

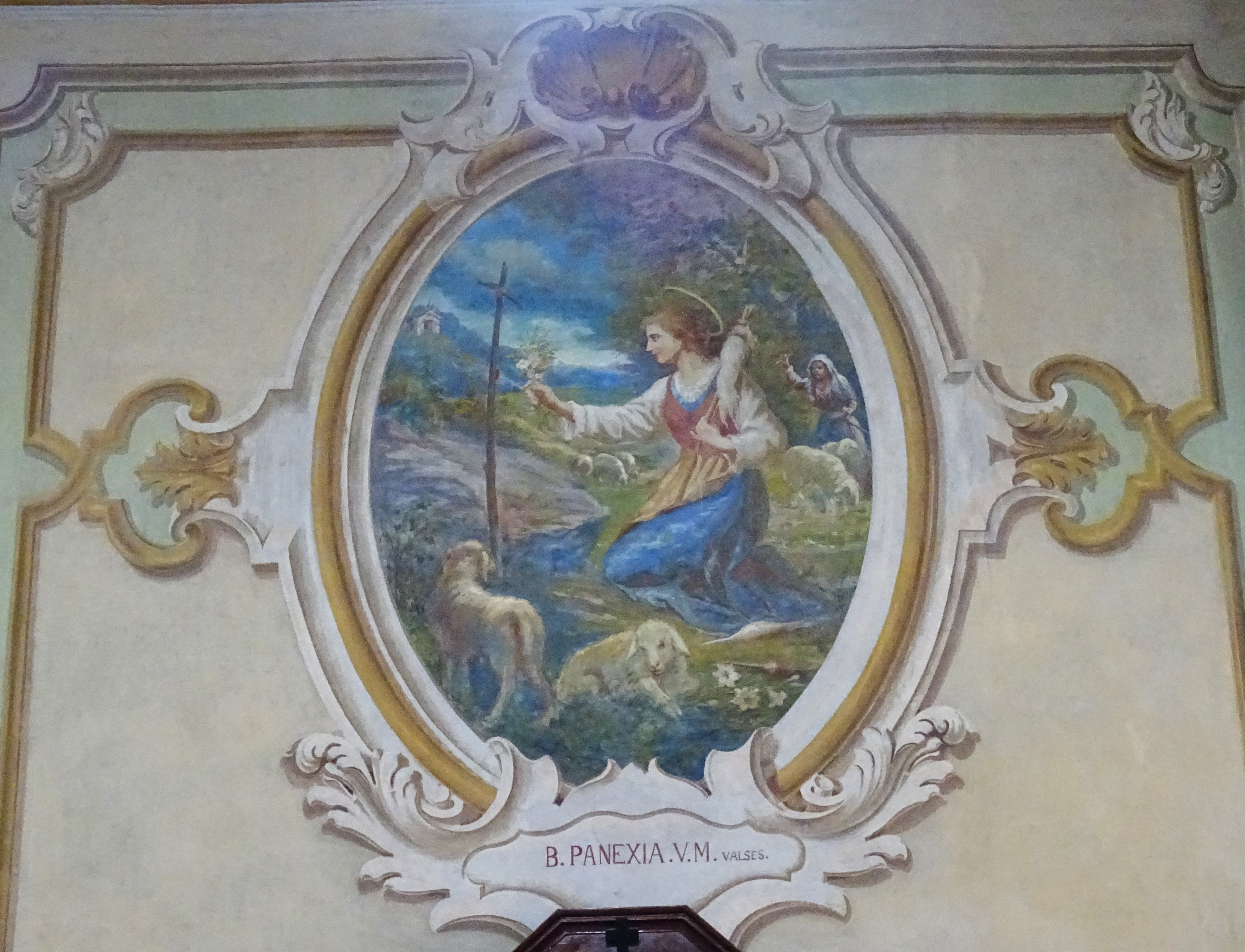
Affresco della beata nella chiesa di San Pietro a Trobaso, Verbania

Stando ad alcune fonti storiche, Panacea nacque a Quarona nel 1368, da Lorenzo Muzio, originario di Cadarafagno e Maria Gambino, originaria di Ghemme. L'improvvisa morte della madre spinse il padre a risposarsi nuovamente per non far mancare alla sua bambina il così importante elemento materno. Lorenzo prese dunque in moglie una certa Margherita Gabotto, proveniente da Locarno Sesia, anch'ella vedova e madre di un'unica figlia. Successivamente al nuovo matrimonio del padre, Panacea, sempre dedita alle buone azioni ed alle cure dei malati, iniziò a subire continui maltrattamenti e sevizie da parte delle nuove parenti, contrarie alle sue opere di carità ed ostili alla sua pietà. Come descritto in modo particolareggiato dai più recenti biografi, la fanciulla veniva sottoposta ai lavori più umili ed era continuamente sorvegliata, anche con l'avanzare della sua età.
Una sera primaverile del 1383, l'allora quindicenne Panacea era lontana da casa per badare alle pecore; la matrigna, non vedendola arrivare, si recò personalmente alla sua ricerca. Sorpassando i pascoli di Quarona ed il monte Tucri, la donna ritrovò la fanciulla in preghiera, presso l'antica chiesa di San Giovanni, esattamente poco più a monte della medesima, ove sorge un oratorio detto della Beata al monte eretto nel 1663. Furibonda, Margherita la rimproverò severamente e, in preda ad un momento di furore, la colpì violentemente e ripetutamente con un particolare oggetto, forse un fuso o un bastone ritrovato nelle vicinanze, uccidendola sul colpo. Accortasi subito del delitto commesso, la donna si gettò disperata in un vicino burrone; il suo corpo non fu mai ritrovato.
Attratti dal suono spontaneo e prolungato delle campane quaronesi, accorsero il papà e gli abitanti di Quarona con il parroco don Rocco che, tuttavia, non riuscirono a sollevare da terra il corpo di Panacea. Il parroco informò l'allora Vescovo di Novara, Oldrado Maineri, il quale giunse accompagnato dal clero che constatò il fatto miracoloso ed in nome di Dio comandò al corpo di Panacea di lasciarsi sollevare. Allora il corpo venne portato a valle e posto su un carro trainato da buoi, ma i buoi non riuscirono a trainare il carro e vennero sostituiti da due vitelle non ancora sottoposte a traino e queste si incamminarono senza guida verso un campo di proprietà di Lorenzo Giuliani, parente di Panacea, che però si oppose alla sepoltura nel suo campo. Le vitelle, guidate dallo spirito di Panacea, ripresero il viaggio verso la pianura, seguite dal Vescovo, dal clero e da molta gente. Attraversarono Borgosesia, Grignasco, Prato Sesia, Romagnano Sesia e giunsero a Ghemme; anche le campane della chiesa di Ghemme suonarono spontaneamente come arrivò la salma di Panacea ed i cittadini ghemmesi accorsero per vedere il carro fermarsi nel cimitero, dove era sepolta la mamma di lei. Panacea venne così sepolta accanto alla madre il 1º maggio 1383, primo venerdì del mese.

## Culto
Il culto per Panacea ebbe larga diffusione sin dall'inizio del Quattrocento, principalmente in ambito locale, ottenendo conferma da parte della Chiesa cattolica solo nel 1867. 
All'inizio del XV secolo sorsero a Quarona già due oratori dedicati alla beata: uno sul luogo del martirio, Beata al Monte, l'altro nel paese dove sono collocate le sue reliquie, Beata al Piano.
Il corpo oggi è deposto in una teca di vetro all'interno della chiesa di Ghemme, nello scurolo realizzato dall'architetto Alessandro Antonelli; esso è ancora meta di pellegrinaggio, soprattutto da parte della popolazione piemontese. Sempre all'interno della chiesa, è inoltre possibile osservare il vecchio sepolcro situato al centro della navata, dove la beata soggiornò dall'anno della sua morte fino al 1666, anno in cui iniziarono i lavori per la realizzazione della chiesa medesima che rimpiazzò l'antico cimitero.
La data di ricorrenza della beata Panacea è stata fissata al 5 maggio dalla diocesi di Novara, mentre cade il primo venerdì dello stesso mese nel vicariato della Valsesia.
- Inno alla Beata Panacea di Ghemme: ascoltaⓘ
- Inno alla Beata Panacea di Quarona: ascoltaⓘ